# هنري هوب ريد جونيور
هنري هوب ريد جونيور (بالإنجليزية: Henry Hope Reed, Jr.)‏ هو كاتب أمريكي، ولد في 25 سبتمبر 1915 في مانهاتن في الولايات المتحدة، وتوفي بنفس المكان في 1 مايو 2013.